# تومي ميتشينسون
تومي ميتشينسون (بالإنجليزية: Thomas William Mitchinson)‏ هو لاعب كرة قدم بريطاني في مركز الوسط، ولد في 24 فبراير 1943 في سندرلاند في المملكة المتحدة، وتوفي في 2006. لعب مع أستون فيلا ونادي بورنموث.